# Vivaldo da Conceição Beldade
Vivaldo da Conceição Beldade (Tavira, Algarve, 1923 - 2001), foi um funcionário público e poeta português.

## Biografia

### Primeiros anos
Vivaldo Beldade nasceu em 2001 na cidade de Tavira, numa família modesta. Concluiu o ensino primário, tendo continuado a sua educação como um autodidacta. Durante a sua juventude, colaborou em vários recitais e foi encenador nalgumas peças.

### Carreira profissional e literária
Começou a sua carreira profissional como barbeiro, e depois empregou-se na Região de Turismo do Algarve.
Destacou-se como poeta, tendo escrito três livros: Apenas Eu, que concentrou os seus poemas entre 1950 e 1992, O Algarve é um Rosário e O meu Sol Pôr. Era sócio da Associação dos Jornalistas e Escritores do Algarve, e fez parte da tertúlia Hélice. Escreveu várias peças de teatro e colaborou na imprensa regional do Algarve, incluindo o jornal Escrito.

### Falecimento
Vivaldo da Conceição Beldade faleceu em 2001.

## Homenagens
Recebeu vários prémios literários, tendo sido premiado pela última vez no Concurso de Poesia da Inatel em 2001. No entanto, já tinha falecido nessa altura, pelo que a sua esposa compareceu em seu lugar. No primeiro aniversário da sua morte, foi homenageado pela Associação dos Jornalistas e Escritores do Algarve, numa cerimónia no Museu Municipal de Faro, onde discursou o professor Vilhena Mesquita. Em sua homenagem, a INATEL inseriu um dos seus poemas na colectânia Encontro de Poetas Populares Algarvios.
A Câmara Municipal de Faro colocou o seu nome numa praceta na antiga freguesia da Sé.